# Ямайски виреон
Ямайският виреон (Vireo modestus) е вид птица от семейство Виреонови (Vireonidae).

## Разпространение
Видът е разпространен в Ямайка.